# Hesiquio I de Vienne
Hesiquio I (+ca. 490) fue un obispo católico de la diócesis de Vienne, en el actual territorio de Francia. Luego de la muerte de Mamerto, fue elegido obispo para esa sede, hacia 480, y gobernó la diócesis hasta 490 (casi seguramente). Según el Liber Episcopalis Viennensis Ecclesiae, de Logedario, hacía parte de una familia episcopal de Vienne. Antes de ser ordenado sacerdote estuvo casado y de su matrimonio tuvo dos hijos, Avito de Vienne y Apolinar de Valence, obispos de Vienne y Valencia, respectivamente, y también venerados como santos por la Iglesia católica.
Hesiquio I hace parte de los primeros cincuenta obispos de la diócesis de Vienne, que tienen la particularidad de ser venerados todos como santos. El Martirologio romano señala su fiesta el día 12 de noviembre.